# Ніколас Хіллард
Ніколас Хіллард або Ніколас Гілльярд (англ. Nicholas Hilliard бл. 1547, Ексетер, Англія — 7 січня, 1619, Лондон) — англійський ювелір, художник і майстер мініатюри доби пізнього англійського відродження.

## Ранні роки
Мати майбутнього художника і ювеліра — Лоренса, донька Джона Волла, ювеліра з Лондона. Батько — Річард Хіллард з Ексетера, Девон, сам був ювеліром. Родина дотримувалась англіканства. За припущеннями родина Хіллард могла бути родичами пані Грейс Хіллар, котра була першою дружиною Теофіла Ітона (1590-1657), що був одним з засновників британської колонії Нью-Хейвен у Північній Америці.
Вже в молодому віці Ніколас Хіллард був близьким до потестантської родини Джона Бодлі (це батько Томаса Бодлі, що зібрав велику бібліотеку і став згодом засновником відомої університетської книгарні, відомої зараз як Бодліанська бібліотека Оксфордського університету. )

## Перебування у Швейцарії
Джон Бодлі за приєднання до королеви Марії І Англійської, католички за віросповідуванням, був вимушений відбути у заслання і перебрався у Швейцарію. Разом із ним у Швейцарію відбули його син Томас Бодлі і Ніколас Хіллард, що був молодшим за Томаса всього на два роки. Томас Бодлі отримував у Швейцарії освіту, котру продовжив у Англії по поверненню. На Ніколаса мало звертали уваги і невідомо, чи штудіював той у Швейцарії якісь дисципліни, але з-за кордону той привіз чудове знання французької мови. Бачив він і тамтешній живопис, адже Швейцарія вже перебувала в періоді відродження. Серед майстрів-швейцарців був і Ганс Гольбейн молодший, котрого запросили на працю у Лондон і котрий згодом стане складовою ренессансної культури Англії.

## Праця в Лондоні

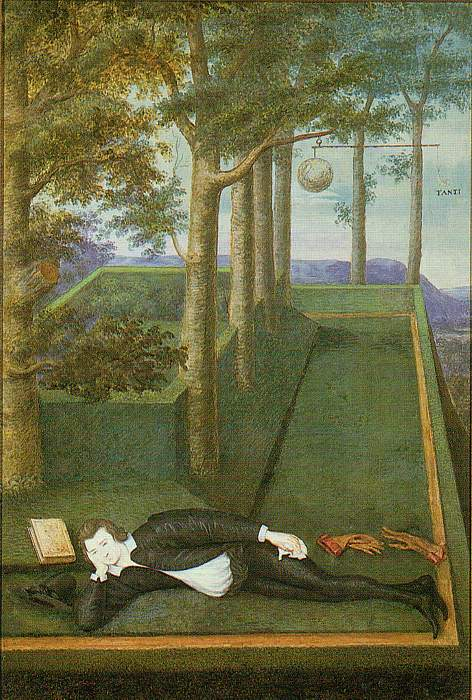
Ніколас Хіллард. «Гері Персі, дев'ятий граф Нортумберленд», до 1595 р.

По поверненню  Ніколас Хіллард влаштувався підмайстром до ювеліра королеви пана Роберта Брендона (помер у 1591 році). Ювеліри 16 століття мали декілька професій і фахово навчалися малювати, гравіювати, працювати з різними матеріалами, не тільки коштовними, зналися на обробці різних матеріалів і навіть в хімії. Хіллард теж знався на малюванні у період підмайстра у Брендона і, ймовірно, саме тоді почав опановувати створення мініатюр. Англійська мініатюра тої пори була і малим портретом, і одною з оздоб.  Ніколас Хіллард і став одним з мініатюристів.
В цьому відбився консерватизм смаків багатих і аристократичних замовників і споживачів тогочасного мистецтва. Згодом  Ніколас Хіллард стане офіційним мініатюристом королеви. Відомо, що власну колекцію портрених мініатюр мала Єлизавета І. Колекція зберігалась в особливій шафі у її спальні.
Зараз схильні вважати, що Хіллард як художник дотримувався застарілих принципів, чи навіть помітно анахронічних у порівнянні з творами Ганса Гольбейна молодшого. Але анахронізм був притаманний і смакам аристократичних замовників, бо був період співіснування різних художніх технік, що надало Хілларду можливість працювати мініатюристом до початку XVII століття. До того ж гнучка художня манера Хілларда не несла ніякого анахронізму і була повноцінним явищем пізнього відродження та навіть раннього бароко.
Учнівство і становлення Ніколаса Хілларда  тривало сім років. 1569  року він став членом Товариства ювелірів.

## Брати і власна родина
Подорослішав і змужнів не тільки Ніколас Хіллард. Він заснував власну майстерню, де працювали також два його брати-ювеліри. Наймолодший з братів Ніллард став священиком.
1576 року Ніколас узяв шлюб із донькою Роберта Брендона - Елис (1556-1611). В їх родині народилось семеро дітей.

## Придворний мініатюрист і ювелір
Дата отримання Ніколасом Хіллардом статусу придворного мініатюриста і ювеліра невідома. Його першу мініатюру датують 1572 роком. Тим не менше він став автором двох відомих портретів королеви Єлизавети І, відомих як «Фенікс» та «Пелікан». Ці портрети датують 1572-1576 роками.
Близькість до королеви забезпечив (окрім таланту майстра) і тодішній фаворит королеви граф Лестер, котрий замовив власний портрет Хілларду ще 1571 року. Дотично про близькість до фаворита королеви свідчили також імена дітей самого Хілларда, названих на честь графа Лестера та графського оточення.

## Перебування в Парижі
1576 року Ніколас Хіллард чомусь відбув у католицький Париж. Про це відомо з доповіді англійського дипломата пана Амеса Поулета, ніби художник і ювелір прибув «без якогось іншого наміру, ніж збільшити власні знання з цієї подорожі, заробити грошей на замовленні мініатюр (портретів) від тамтешніх аристократів та досвіду для праці в Англії по поверненню».
Суперництво між католицькими і протестантськими країнами було у розпалі. Чому так старанно пан Амес Поулет доповідає про відсутність будь якогось іншого наміру у Хілларда, ніж збільшити власні знання з цієї подорожі ? Чи не виконував художник, що покинув власну дружину, з котрою нещодавно одружився, якогось дипломатичного доручення, адже він знався на французькій мові з юнацтва ? Це було звичною практикою. Цим же займався і художник Пітер Пауль Рубенс трохи пізніше...
Від цього періоду збережено декілька творів майстра, серед них портрет пана Френсіса Бекона, пов'язаного із британським посольством у Парижі (до речі вихователя молодого графа Ретленда, Роджера Меннерса, поета і одного з претендентів на авторство творів Шекспіра). Серед інших творів  Ніколас Хіллард виконав портрети аристократів Франції — мадам Сурдіс, Фрейліни при королівському дворі, племінниці мадам Сурдіс, Габріель д'Естре, мадам Монтгомері та самого принца Конде. 

## Фінансові проблеми митця
Британці підрахували, що Ніколас Хіллард брав за портретну мініатюру не більше, ніж це робив художник Корнеліс Кетель (1548-1616), котрий декотрий час працював у Лондоні. За власний портрет граф Нортумберленд заплатив художникові три фунти. Від королеви Англії він щорічно отримував сорок фунтів. Тим не мене він був у боргах, за котрі потрапив у тюрму Ладгейт, бо не мав грошей, аби сплатити борг. Відомо, що пізніше королева наказала видати йому 400 фунтів 1591 року, враховуючи, що він не мав прибутків або щорічної ренти. Нестача прибутків примусила художника і ювеліра вкласти частку грошей у кампанію пошуків золота у горах Шотландії, котра була, як виявилось пізніше, шахрайством. 
1601 року Ніколас Хіллард звернувся до держсекретаря королеви Роберта Сесіла із клопотанням про призначення зарплатні у розмірі сорок фунтів на рік та дозвіл жити не в Лондоні, а в сільській місцевості, де проживання було дешевшим, ніж у столиці. Ніколас Хіллард також клопотався у Сесіла про отримання посади менеджера для власного сина.

## Учні Ніколаса Хілларда
Учнем митця став його син Лоренс, котрий у слабшому варіанті продовжував стилістику батька. Серед помітно талановитих учнів були Ісаак Олівер та Роланд Локей.

## Смерть і ставлення сучасників
Художник помер на початку січня 1619 року у Лондоні. Поховання відбулося у церкві св. Мартина у полях. В заповіті митець наказав віддати частку грошей біднякам, частку двом сестрам, частку речей служниці, все інше майно синові Лоренсу Хілларду, котрий ставав головним виконувачем заповіту.
Про Ніколаса Хілларда схвально відгукнувся поет Джон Донн у вірші The Storm (1597). До художника прихильно ставився і новий король Яків І. Коли з Данії повернулось посольство на чолі з графом Ретлендом, Яків І нагородив графа та його підопічних ланцюжками з мініатюрними портретами власної персони. Ювелірні прикраси з портретами короля були роботи Ніколаса Хілларда.

## Вибрані твори (галерея)

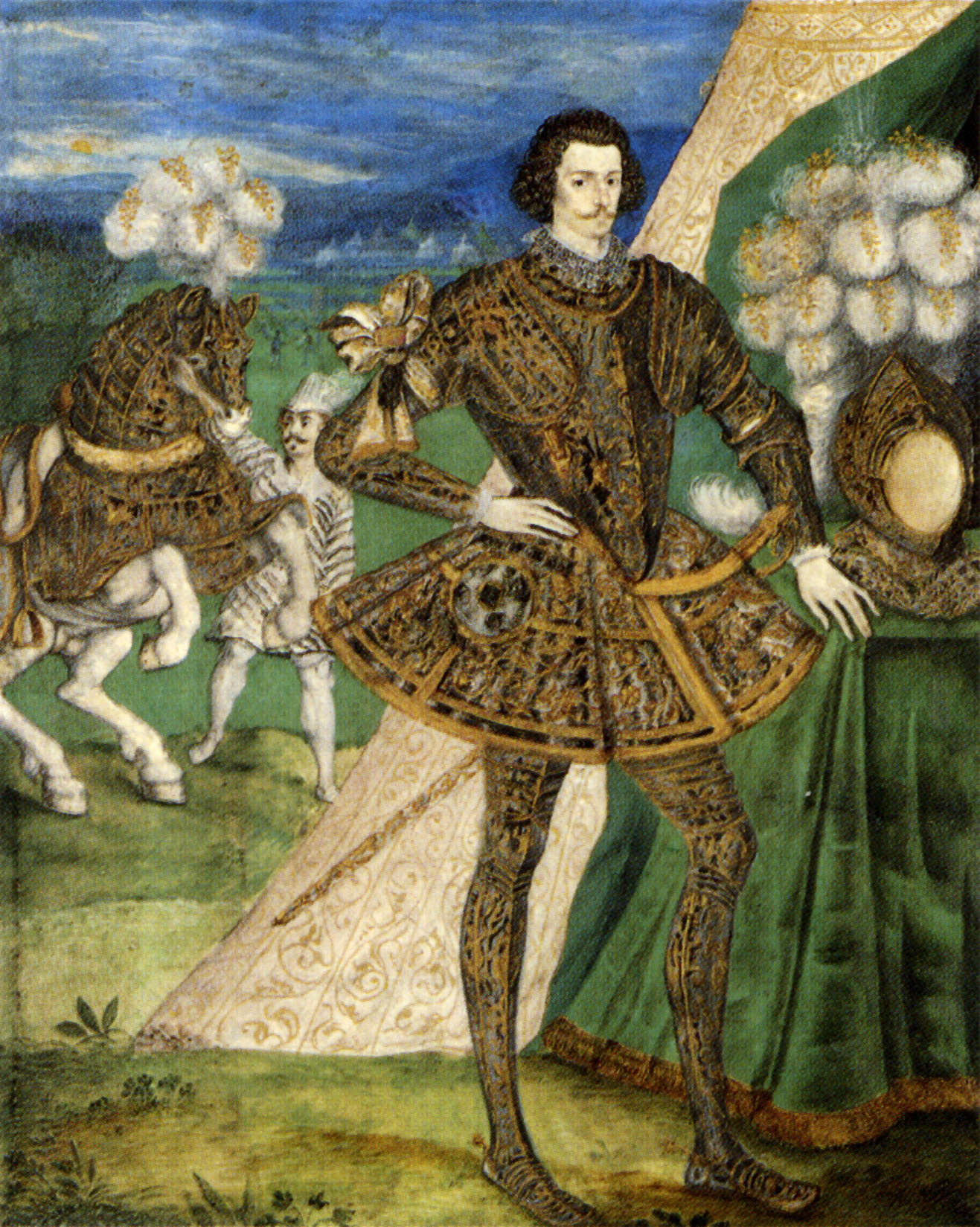
Ніколас Хіллард. «Роберт Девере, другий граф Ессекс», 1587 р., Національна портретна галерея, Лондон.

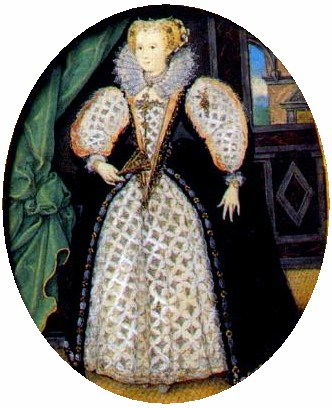
Ніколас Хіллард. «Пенелопа, леді Річ», бл. 1590 р.
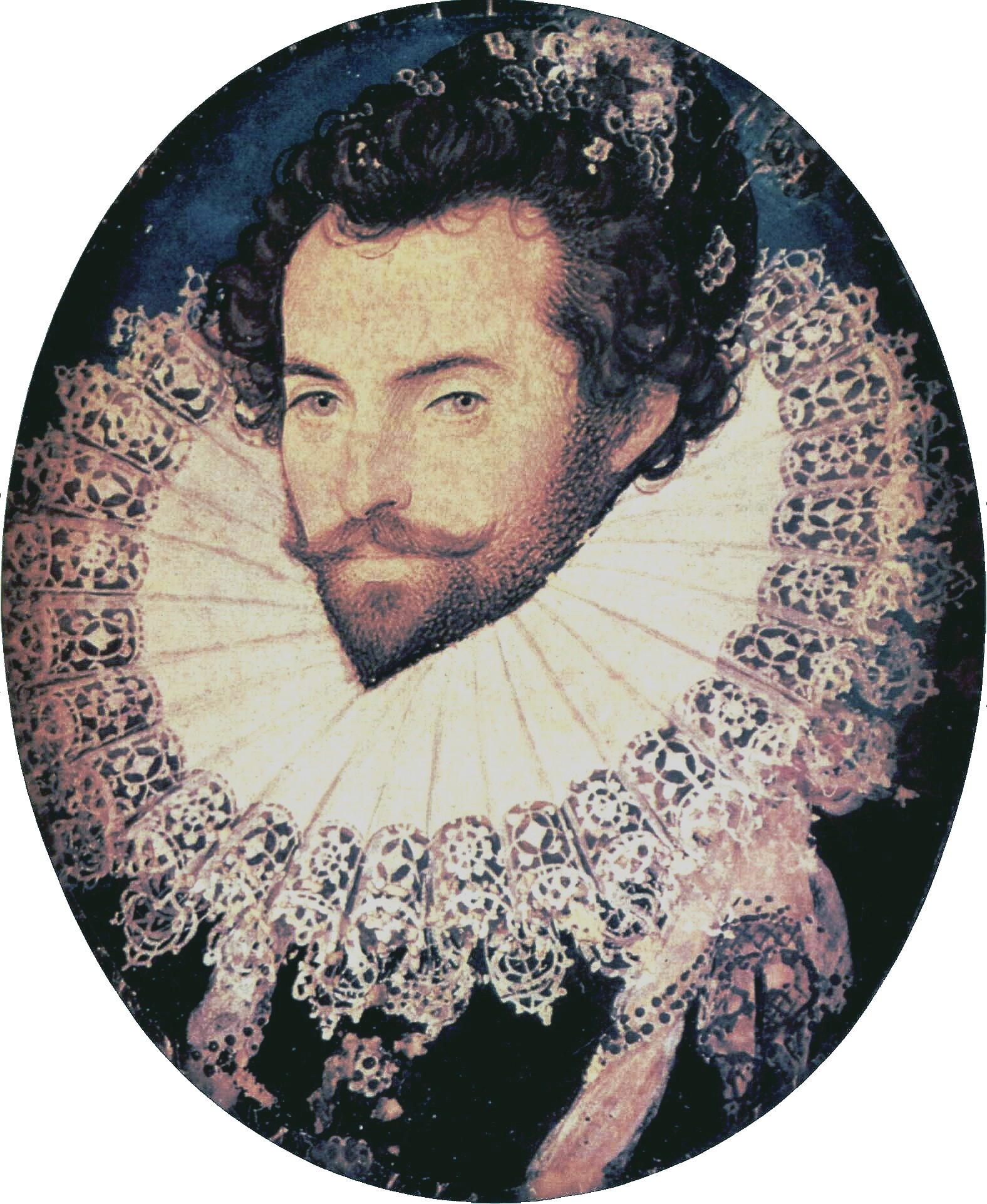
Ніколас Хіллард. «Волтер Релі», бл. 1585 р., Національна портретна галерея, Лондон.
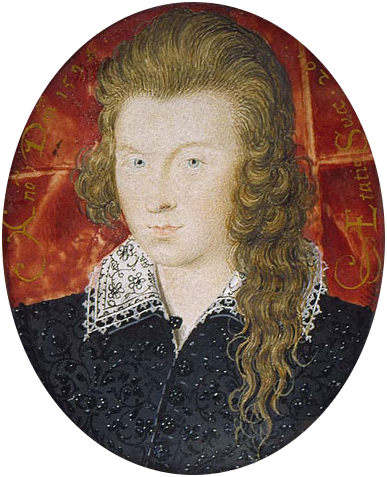
Ніколас Хіллард. «Генрі Рейтслі, третій граф Саутгемптон», 1594 р., Музей Фіцвільям.
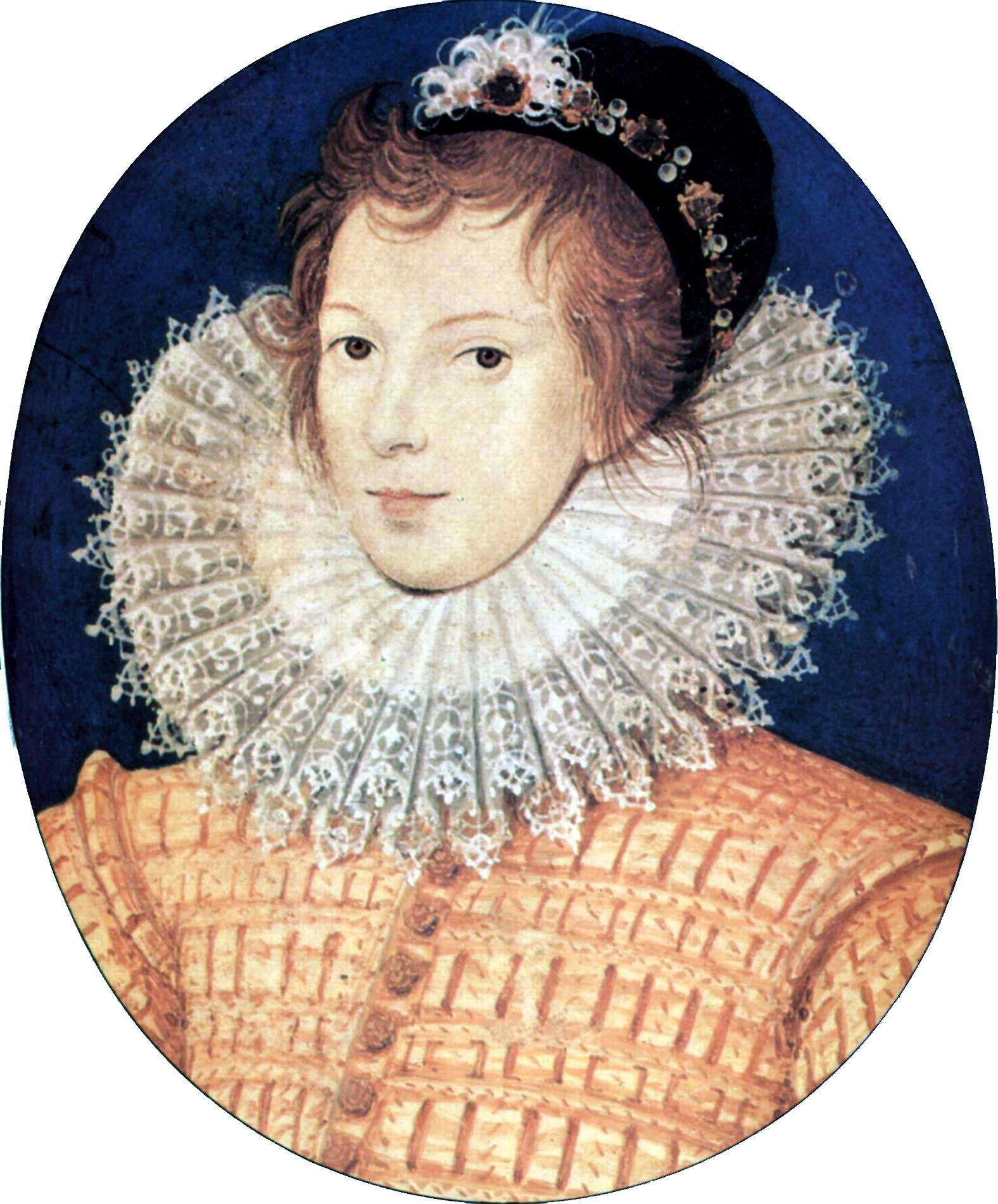
Ніколас Хіллард. «Портрет невідомої аристократки», бл.  1585 р., Музей Вікторії й Альберта.